# Coignières
Coignières – miejscowość i gmina we Francji, w regionie Île-de-France, w departamencie Yvelines.
Według danych na rok 1990 gminę zamieszkiwało 4157 osób, a gęstość zaludnienia wynosiła 503 osób/km² (wśród 1287 gmin regionu Île-de-France Coignières plasuje się na 359. miejscu pod względem liczby ludności, natomiast pod względem powierzchni na miejscu 468.).